# Castell-Remlingen
Castell-Remlingen fu una Contea della regione della Franconia a nord della Baviera, in Germania. 
Essa si originò dalla partizione della Contea di Castell nel 1597 con Wolfgang II (1597-31), figlio di Georg II di Castell e dal figlio Wolfgang Georg (-1668), e nel 1668 si divise nuovamente in sé stessa e nel Castell-Castell. Gli succedette Friedrich Magnus (-1717), e poi il figlio di Wolfgang Dietrich di Castell, Karl Friedrich Gottlieb (1679-43) e Christian Adolf Friedrich di Breitenburg (-1762), alla cui morte passò ai Castell Castell.

## Conti di Castell-Remlingen (1597 - 1806)
- Wolfgang II (1597 - 1631)
- Wolfgang Giorgio I (1631 - 1668)
- Federico Magnus (1668 - 1717) con
  - Wolfgang Teodorico (1668-1709)
- Carlo Federico Amedeo (Conte di Castell-Castell) (1717 - 1743)
- Cristiano Adolfo Federico (Conte di Castell) (1743 - 1762)